# Руохолахти (станция метро)
«Руохолахти» (фин. Ruoholahti, швед. Gräsviken — «Травяной залив») — станция метрополитена Хельсинки. Территориально находится к юго-западу от центра города в крупном жилом районе Руохолахти.
Станция была конечной на протяжении 24 лет до продления линии в пределы города Эспоо.
Станция была открыта 16 августа 1993 года. Архитекторы — Йоуко Контио и Сеппо Килпия. Станция подземного типа. Имеет один выход в западной стороне платформы. Станция оснащена 3 эскалаторами и 2 лифтами. Пассажиропоток в сутки (рабочие будни) в среднем равен 15,5 тыс. человек. Возможны пересадки на автобусы городского следования 15, 15V, 20, 20N, 21V, 65A, 66A, 102, 103, 105, 106, 109, 110T, 111, 112, 120, 121, 122, 128, 132, 143, 145, 147, 150, 151, 154, 156, 160, 165, 166, а также междугородные автобусные маршруты. Кроме того, возможна пересадка на трамвай № 8.

## Галерея
- Фотографии станции
- Поезд на станции
- Один из путей
- Платформа
- Эскалаторы